# Typ 052D
Der Typ 052D (nach dem Typschiff auch Kunming-Klasse oder nach NATO-Codename als Luyang-III-Klasse bezeichnet) ist eine Klasse von 25 Lenkwaffenzerstörern der Marine der Volksrepublik China.

## Geschichte
Der Typ 052D ist eine Weiterentwicklung des vorherigen Typ 052C (Luyang-II-Klasse) und löst die Zerstörer des Typs 051 (Luda-Klasse) teilweise im Dienst ab. Mit dem 14. Schiff dieser Klasse, Zibo (淄博), wurde die Bezeichnung von 052D auf 052DL abgeändert. Diese modifizierten Zerstörer besitzen im Vergleich zu den 13 zuvor gebauten Einheiten einen um vier Meter verlängerten Rumpf (was eine Zunahme der Wasserverdrängung von rund 7500 Tonnen auf 7700 Tonnen bewirkte). Diese baulichen Maßnahmen wurden vorgenommen, um unter anderem achtern einen vergrößerten Hangar zwecks der Aufnahme von Mehrzweckhubschraubern des Typs Harbin Z-20 unterbringen zu können.
Die modifizierte Version 052DG, die als Teil des vierten Produktionsloses des Typ 052D-Programms eingeführt wurde, enthält strukturelle und elektronische Verbesserungen gegenüber früheren Varianten wie der gestreckten 052DL. Die neueste Version 052DM unterscheidet sich in der Radarkonfiguration von der 052DM. Im Vergleich zur 052DM, die mit dem zweiseitigen X-Band-AESA-Radar Typ 368 am Hauptmast und verbesserten Tarnkappenfähigkeiten ausgestattet ist, behält die 052DG das ältere H/LJQ-364-Radar bei. Die 052DG behält das längere Flugdeck der 052DL für den Betrieb des Z-20F-Hubschraubers bei und verfügt über einen neu konfigurierten Hauptmast zur Aufnahme neuer Antennen für die elektronische Kampfführung und Kommunikation. Die Wasserverdrängung dieser beiden Varianten steigt auf etwa 8000 Tonnen.
Die Motoren der Schiffe wurden von deutschen Herstellern entwickelt und zum Teil auch gefertigt: MTU (Motoren- und Turbinen-Union) in Friedrichshafen baute die Antriebe für die Zerstörer über eine lizenzierte Produktion vor Ort in China. Auch SEMT Pielstick, eine französische Filiale der VW-Tochter MAN baute Antriebseinheiten für die Schiffe. Beide Unternehmen versichern, keine Regeln der Exportkontrolle, des bestehenden EU-Waffenembargos, infolge des Tiananmen-Massakers, verletzt zu haben.
Im Rahmen der Territorialkonflikte im Südchinesischen Meer kam es am 11. August 2025, bei der Bedrängung von Schiffen der philippinischen Küstenwache, zu einer Kollision zwischen einem Schiff der Klasse und einem Patrouillenschiff der Jiangdao-Klasse (Typ 056) der chinesischen Küstenwache. Wobei das Schiff der chinesischen Küstenwache schwerwiegende Schäden erlitt.

## Einheiten
| #         | Kennung  | Name               | Bauwerft                                            | Stapellauf         | Indienststellung  | Bemerkungen (Flotte) |
| Typ 052D  | Typ 052D | Typ 052D           | Typ 052D                                            | Typ 052D           | Typ 052D          | Typ 052D             |
| --------- | -------- | ------------------ | --------------------------------------------------- | ------------------ | ----------------- | -------------------- |
| 01        | 172      | Kunming (昆明)     | Jiangnan Shipyard, Shanghai                         | 28. August 2012    | 21. März 2014     | aktiv (Südflotte)    |
| 02        | 173      | Changsha (长沙)    | Jiangnan Shipyard, Shanghai                         | 25. Dezember 2012  | 15. August 2015   | aktiv (Südflotte)    |
| 03        | 174      | Hefei (合肥)       | Jiangnan Shipyard, Shanghai                         | 1. Juli 2013       | 12. Dezember 2015 | aktiv (Südflotte)    |
| 04        | 175      | Yinchuan (银川)    | Jiangnan Shipyard, Shanghai                         | 30. März 2014      | 16. Juli 2016     | aktiv (Südflotte)    |
| 05        | 117      | Xining (西宁)      | Jiangnan Shipyard, Shanghai                         | 26. August 2014    | 22. Januar 2017   | aktiv (Nordflotte)   |
| 06        | 154      | Xiamen (厦门)      | Jiangnan Shipyard, Shanghai                         | 30. Dezember 2014  | 8. Juli 2017      | aktiv (Ostflotte)    |
| 07        | 118      | Ürümqi (乌鲁木齐)  | Jiangnan Shipyard, Shanghai                         | 7. Juli 2015       | Januar 2018       | aktiv (Nordflotte)   |
| 08        | 119      | Guiyang (贵阳)     | Dalian Shipbuilding Industry Company (DSIC), Dalian | 28. November 2015  | 22. Februar 2019  | aktiv (Nordflotte)   |
| 09        | 155      | Nanjing (南京)     | Jiangnan Shipyard, Shanghai                         | 28. Dezember 2015  | 10. April 2018    | aktiv (Ostflotte)    |
| 10        | 161      | Hohhot (呼和浩特)  | Jiangnan Shipyard, Shanghai                         | 28. Juli 2016      | 12. Januar 2019   | aktiv (Südflotte)    |
| 11        | 157      | Taiyuan (太原)     | Jiangnan Shipyard, Shanghai                         | 28. Juli 2016      | 12. Dezember 2018 | aktiv (Ostflotte)    |
| 12        | 120      | Chengdu (成都)     | Dalian Shipbuilding Industry Company (DSIC), Dalian | 3. August 2016     | 20. November 2019 | aktiv (Nordflotte)   |
| 13        | 121      | Qiqihar (齐齐哈尔) | Dalian Shipbuilding Industry Company (DSIC), Dalian | 26. Juni 2017      | 14. August 2020   | aktiv (Nordflotte)   |
| Typ 052DL |          |                    |                                                     |                    |                   |                      |
| 14        | 132      | Zibo (淄博)        | Jiangnan Shipyard, Shanghai                         | 14. August 2018    | 12. Januar 2020   | aktiv (Nordflotte)   |
| 15        | 122      | Tangshan (唐山)    | Jiangnan Shipyard, Shanghai                         | 7. Juli 2018       | 14. August 2020   | aktiv (Ostflotte)    |
| 16        | 132      | Suzhou (苏州)      | Jiangnan Shipyard, Shanghai                         | 19. Dezember 2018  | 2020              | aktiv (Nordflotte)   |
| 17        | 123      | Huainan (淮南)     | Jiangnan Shipyard, Shanghai                         | 15. April 2019     | 2021              | aktiv (Ostflotte)    |
| 18        | 162      | Nanning (南宁)     | Jiangnan Shipyard, Shanghai                         | 23. Februar 2019   | 12. April 2021    | aktiv (Südflotte)    |
| 19        | 124      | Kaifeng (开封)     | Dalian Shipbuilding Industry Company (DSIC), Dalian | 14. Mai 2019       | 4. Juli 2021      | aktiv (Ostflotte)    |
| 20        | 164      | Guilin (桂林)      | Jiangnan Shipyard, Shanghai                         | 26. September 2019 | September 2021    | aktiv (Südflotte)    |
| 21        | 133      | Baotou (包头)      | Jiangnan Shipyard, Shanghai                         | 29. August 2019    | 28. Dezember 2021 | aktiv (Ostflotte)    |
| 22        | 165      | Zhanjiang (湛江)   | Jiangnan Shipyard, Shanghai                         | 26. September 2019 | 25. Dezember 2021 | aktiv (Südflotte)    |
| 23        | 134      | Shaoxing (绍兴)    | Jiangnan Shipyard, Shanghai                         | 27. Dezember 2019  | Februar 2022      | aktiv (Ostflotte)    |
| 24        | 163      | Jiaozuo (焦作)     | Jiangnan Shipyard, Shanghai                         | 28. Dezember 2019  | Januar 2022       | aktiv (Südflotte)    |
| 25        | 157      | Lishui (丽水)      | Jiangnan Shipyard, Shanghai                         | 30. August 2020    | Juni 2022         | aktiv (Ostflotte)    |

## Technische Beschreibung

### Rumpf und Antrieb
Der Rumpf eines Zerstörers des Typ 052D ist 155 Meter lang, 18 Meter breit und hat bei einer maximalen Verdrängung von 7500 Tonnen einen Tiefgang von 6,5 Metern.
Der Antrieb erfolgt durch zwei QC-280-Gasturbinen und zwei MTU-20 V956 TB92 Diesel(COGOG-Antrieb). Diese geben ihre Leistung an zwei Wellen mit je einer Schraube weiter. Die Höchstgeschwindigkeit beträgt 30 Knoten (56 km/h).

### Bewaffnung
Die Bewaffnung besteht aus einem 130-mm-Geschütz und zwei Senkrechtstartanlagen (Vertical Launching System) GJB 5860-2006 mit je 32 Zellen. Diese können Marschflugkörper, Seezielflugkörper und Anti-U-Boot-Raketen aufnehmen. Des Weiteren ist das Schiff mit zwei Dreifachtorpedorohren vom Typ 2424B für Yu-7-Torpedos, einem rohrbasierten 30-mm-Nahbereichsabwehrsystem Type 730 (bei neueren Schiffen Type 1130) vor der Brücke und einem Starter für 24 reichweitenerhöhte HHQ-9-Flugabwehrraketen auf dem Hangardach ausgerüstet.

### Bordhubschrauber
Ebenso wie bei den Einheiten der Vorgängerklasse dient ein Bordhubschrauber der Bekämpfung von U-Booten und für Verbindungsaufgaben. Bis Anfang 2025 wurden hierfür Hubschrauber der Typen Harbin Z-9C und auch Kamow Ka-27 verwendet, seitdem Maschinen des Modells Harbin Z-20F.

## Besatzung
Die Besatzung hatte eine Stärke von 280 Offizieren, Unteroffizieren und Mannschaften.